# Liste der Kirchen im Bistum Mainz – Region Rheinhessen
Die Liste der Kirchen im Bistum Mainz – Region Rheinhessen führt die römisch-katholischen Kirchengebäude im Bistum Mainz auf, die zum Bestand der 13 Pastoralräume/neuen Pfarreien in der Region Rheinhessen gehören.
Die Region Rheinhessen ist eine von vier Regionen im römisch-katholischen Bistum Mainz. Sie wurde am 1. August 2022 durch Fusion der fünf Dekanate Mainz-Stadt, Mainz-Süd, Worms, Bingen und Alzey/Gau-Bickelheim gegründet. Ihr Gebiet umfasst grob die Stadt Mainz, den Landkreis Mainz-Bingen, die Stadt Worms sowie den Landkreis Alzey-Worms.
| Bild | Kirche                                              | Ort                                      | Pastoralraum/Pfarrei                       | Bemerkungen                                                                          |
| ---- | --------------------------------------------------- | ---------------------------------------- | ------------------------------------------ | ------------------------------------------------------------------------------------ |
|      | Christkönig                                         | Bischofsheim (Mainspitze)                | AKK-Mainspitze                             | Pfarrkirche der Pfarrei Christkönig Bischofsheim                                     |
|      | St. Marien                                          | Ginsheim-Gustavsburg (OT Ginsheim)       | AKK-Mainspitze                             | Pfarrkirche der Pfarrei St. Marien Ginsheim                                          |
|      | Herz Jesu                                           | Ginsheim-Gustavsburg (OT Gustavsburg)    | AKK-Mainspitze                             | Pfarrkirche der Pfarrei Herz Jesu Gustavsburg                                        |
|      | Maria Immaculata                                    | Mainz-Amöneburg                          | AKK-Mainspitze                             | Pfarrkirche der Pfarrei St. Rochus Mainz-Kastell/Amöneburg                           |
|      | St. Elisabeth                                       | Mainz-Kastell                            | AKK-Mainspitze                             | Filialkirche der Pfarrei St. Rochus Mainz-Kastell/Amöneburg                          |
|      | St. Georg                                           | Mainz-Kastell                            | AKK-Mainspitze                             | Filialkirche der Pfarrei St. Rochus Mainz-Kastell/Amöneburg                          |
|      | St. Kilian                                          | Mainz-Kostheim                           | AKK-Mainspitze                             | Pfarrkirche der Pfarrei St. Kilian Mainz-Kostheim                                    |
|      | Maria Hilf                                          | Mainz-Kostheim                           | AKK-Mainspitze                             | Pfarrkirche der Pfarrei Maria Hilf Mainz-Kostheim                                    |
|      | Maria Geburt                                        | Albig                                    | Alzeyer Hügelland                          | Filialkirche der Pfarrei St. Mauritius und Gefährten Heimersheim                     |
|      | St. Joseph                                          | Alzey                                    | Alzeyer Hügelland                          | Pfarrkirche der Pfarrei St. Joseph Alzey                                             |
|      | Kapelle der Rheinhessen-Fachklinik Alzey            | Alzey                                    | Alzeyer Hügelland                          | Filialkirche der Pfarrei St. Joseph Alzey                                            |
|      | St. Mauritius und Gefährten                         | Alzey-Heimersheim                        | Alzeyer Hügelland                          | Pfarrkirche der Pfarrei St. Mauritius und Gefährten Heimersheim                      |
|      | St. Gallus                                          | Alzey-Weinheim                           | Alzeyer Hügelland                          | Pfarrkirche der Pfarrei St. Gallus Weinheim                                          |
|      | St. Alban                                           | Bechenheim                               | Alzeyer Hügelland                          | Filialkirche der Pfarrei St. Gallus Weinheim                                         |
|      | St. Maria und St. Christopherus                     | Bechtolsheim                             | Alzeyer Hügelland (Pfarrgruppe Petersberg) | Pfarrkirche der Pfarrei St. Mariä Himmelfahrt und St. Christophorus Bechtolsheim     |
|      | St. Martin                                          | Bermersheim vor der Höhe                 | Alzeyer Hügelland                          | Filialkirche der Pfarrei St. Mauritius und Gefährten Heimersheim                     |
|      | Mariä Himmelfahrt                                   | Biebelnheim                              | Alzeyer Hügelland (Pfarrgruppe Petersberg) | Filialkirche der Pfarrei St. Mariä Himmelfahrt und St. Christophorus Bechtolsheim    |
|      | St. Bartholomäus                                    | Erbes-Büdesheim                          | Alzeyer Hügelland                          | Pfarrkirche der Pfarrei St. Bartholomäus Erbes-Büdesheim                             |
|      | St. Remigius                                        | Flomborn                                 | Alzeyer Hügelland                          | Filialkirche der Pfarrei St. Peter und Paul Ober-Flörsheim                           |
|      | Unbefleckte Empfängnis Mariens                      | Flonheim                                 | Alzeyer Hügelland                          | Pfarrkirche der Pfarrei Unbefleckte Empfängnis Mariens Flonheim                      |
|      | St. Martin                                          | Flonheim-Uffhofen                        | Alzeyer Hügelland                          | Filialkirche der Pfarrei Unbefleckte Empfängnis Flonheim                             |
|      | Sieben Schmerzen Mariens                            | Framersheim                              | Alzeyer Hügelland                          | Filialkirche der Pfarrei St. Urban Gau-Heppenheim                                    |
|      | St. Mauritius und Gefährten                         | Frei-Laubersheim                         | Alzeyer Hügelland                          | Pfarrkirche der Pfarrei St. Mauritius und Gefährten Frei-Laubersheim                 |
|      | St. Josef                                           | Freimersheim (Rheinhessen)               | Alzeyer Hügelland                          | Pfarrkirche der Pfarrei St. Josef Freimersheim                                       |
|      | St. Josef und St. Ägidius                           | Fürfeld                                  | Alzeyer Hügelland                          | Pfarrkirche der Pfarrei St. Josef und St. Ägidius Fürfeld                            |
|      | St. Urban                                           | Gau-Heppenheim                           | Alzeyer Hügelland                          | Pfarrkirche der Pfarrei St. Urban Gau-Heppenheim                                     |
|      | St. Rufus                                           | Gau-Odernheim                            | Alzeyer Hügelland (Pfarrgruppe Petersberg) | Pfarrkirche der Pfarrei St. Rufus Gau-Odernheim                                      |
|      | St. Margaretha                                      | Lonsheim                                 | Alzeyer Hügelland                          | Filialkirche der Pfarrei St. Mauritius und Gefährten Heimersheim                     |
|      | Maria Himmelfahrt                                   | Nack                                     | Alzeyer Hügelland                          | Filialkirche der Pfarrei St. Bartholomäus Erbes-Büdesheim                            |
|      | St. Dionysius                                       | Neu-Bamberg                              | Alzeyer Hügelland                          | Filialkirche der Pfarrei St. Mauritius und Gefährten Frei-Laubersheim                |
|      | St. Peter und Paul                                  | Ober-Flörsheim                           | Alzeyer Hügelland                          | Pfarrkirche der Pfarrei St. Peter und Paul Ober-Flörsheim                            |
|      | St. Martin                                          | Offenheim                                | Alzeyer Hügelland                          | Filialkirche der Pfarrei St. Gallus Weinheim                                         |
|      | St. Martin                                          | Siefersheim                              | Alzeyer Hügelland                          | Filialkirche der Pfarrei St. Remigius Wöllstein                                      |
|      | St. Remigius                                        | Wöllstein                                | Alzeyer Hügelland                          | Pfarrkirche der Pfarrei St. Remigius Wöllstein                                       |
|      | Heilig Kreuz                                        | Wonsheim                                 | Alzeyer Hügelland                          | Filialkirche der Pfarrei St. Josef und St. Ägidius Fürfeld                           |
|      | St. Alban                                           | Bodenheim                                | Bodenheim                                  | Pfarrkirche der Pfarrei St. Alban Bodenheim                                          |
|      | Maria Oberndorf                                     | Bodenheim                                | Bodenheim                                  | Filialkirche der Pfarrei St. Alban Bodenheim                                         |
|      | St. Petrus in Ketten                                | Gau-Bischofsheim                         | Bodenheim                                  | Kirche der Pfarrei St. Hildegard Lörzweiler                                          |
|      | Maria-Hilf-Kapelle                                  | Gau-Bischofsheim                         | Bodenheim                                  | betreut von der Pfarrei St. Hildegard Lörzweiler                                     |
|      | St. Laurentius                                      | Harxheim                                 | Bodenheim                                  | Kirche der Pfarrei St. Hildegard Lörzweiler                                          |
|      | Weinbergskapelle Harxheim                           | Harxheim                                 | Bodenheim                                  | betreut von der Pfarrei St. Hildegard Lörzweiler                                     |
|      | St. Michael                                         | Lörzweiler                               | Bodenheim                                  | Kirche der Pfarrei St. Hildegard Lörzweiler                                          |
|      | St. Martin                                          | Mommenheim (Rheinhessen)                 | Bodenheim                                  | Kirche der Pfarrei St. Hildegard Lörzweiler                                          |
|      | Dreifaltigkeitskapelle                              | Nackenheim                               | Bodenheim                                  | betreut von der Pfarrei St. Gereon Nackenheim                                        |
|      | St. Gereon                                          | Nackenheim                               | Bodenheim                                  | Pfarrkirche der Pfarrei St. Gereon Nackenheim                                        |
|      | Herz-Jesu-Kapelle                                   | Nackenheim                               | Bodenheim                                  | Filialkirche der Pfarrei St. Gereon Nackenheim                                       |
|      | Wegekapelle                                         | Nackenheim                               | Bodenheim                                  | betreut von der Pfarrei St. Gereon Nackenheim                                        |
|      | St. Michael                                         | Appenheim                                | Ingelheim (St. Maria Magdalena)            | Filialkirche                                                                         |
|      | St. Remigius                                        | Bubenheim (Rheinhessen)                  | Ingelheim (St. Maria Magdalena)            | Filialkirche                                                                         |
|      | St. Cosmas und Damian                               | Gau-Algesheim                            | Ingelheim (St. Maria Magdalena)            | Pfarrkirche                                                                          |
|      | St. Laurentius                                      | Gau-Algesheim-Laurenziberg               | Ingelheim (St. Maria Magdalena)            | Filialkirche                                                                         |
|      | St. Michael                                         | Ingelheim-Frei-Weinheim                  | Ingelheim (St. Maria Magdalena)            | Filialkirche                                                                         |
|      | St. Johannes Evangelist                             | Ingelheim-Großwinternheim                | Ingelheim (St. Maria Magdalena)            | Filialkirche                                                                         |
|      | St. Georg                                           | Ingelheim-Heidesheim                     | Ingelheim (St. Maria Magdalena)            | Filialkirche                                                                         |
|      | St. Philippus und Jakobus                           | Ingelheim-Heidesheim                     | Ingelheim (St. Maria Magdalena)            | Filialkirche                                                                         |
|      | St. Remigius                                        | Ingelheim am Rhein (OT Nieder-Ingelheim) | Ingelheim (St. Maria Magdalena)            | Filialkirche                                                                         |
|      | St. Michael                                         | Ingelheim am Rhein (OT Ober-Ingelheim)   | Ingelheim (St. Maria Magdalena)            | Filialkirche                                                                         |
|      | St. Marien                                          | Ingelheim-Sporkenheim                    | Ingelheim (St. Maria Magdalena)            | Filialkirche                                                                         |
|      | Schmerzen Mariens                                   | Ingelheim-Wackernheim                    | Ingelheim (St. Maria Magdalena)            | Filialkirche                                                                         |
|      | St. Josef                                           | Ober-Hilbersheim                         | Ingelheim (St. Maria Magdalena)            | Filialkirche                                                                         |
|      | St. Peter und Paul                                  | Ockenheim                                | Ingelheim (St. Maria Magdalena)            | Filialkirche                                                                         |
|      | Kirche zu den 14 Nothelfern                         | Ockenheim                                | Ingelheim (St. Maria Magdalena)            | Filialkirche                                                                         |
|      | St. Bartholomäus                                    | Schwabenheim an der Selz                 | Ingelheim (St. Maria Magdalena)            | Filialkirche                                                                         |
|      | St. Walburga                                        | Stadecken-Elsheim (OT Elsheim)           | Ingelheim (St. Maria Magdalena)            | Filialkirche                                                                         |
|      | Hl. Dreifaltigkeit                                  | Budenheim                                | Mainz und Budenheim (St. Elisabeth)        | Filialkirche                                                                         |
|      | Wendelinuskapellen                                  | Budenheim                                | Mainz und Budenheim (St. Elisabeth)        | Kapelle                                                                              |
|      | St. Hedwig                                          | Mainz-Finthen                            | Mainz und Budenheim (St. Elisabeth)        | Filialkirche                                                                         |
|      | St. Martin                                          | Mainz-Finthen                            | Mainz und Budenheim (St. Elisabeth)        | Filialkirche                                                                         |
|      | Kapelle der Schwestern von der Göttlichen Vorsehung | Mainz-Finthen                            | Mainz und Budenheim (St. Elisabeth)        | Kapelle                                                                              |
|      | St. Petrus Canisius                                 | Mainz-Gonsenheim                         | Mainz und Budenheim (St. Elisabeth)        | Pfarrkirche                                                                          |
|      | St. Stephan                                         | Mainz-Gonsenheim                         | Mainz und Budenheim (St. Elisabeth)        | Filialkirche                                                                         |
|      | Vierzehn-Nothelfer-Kapelle                          | Mainz-Gonsenheim                         | Mainz und Budenheim (St. Elisabeth)        | Kapelle                                                                              |
|      | Herz Jesu                                           | Mainz-Mombach                            | Mainz und Budenheim (St. Elisabeth)        | Filialkirche                                                                         |
|      | St. Nikolaus                                        | Mainz-Mombach                            | Mainz und Budenheim (St. Elisabeth)        | Filialkirche                                                                         |
|      | St. Alban                                           | Mainz                                    | Mainz-City                                 | Kirche der Pfarrei St. Alban – St. Jakobus Mainz                                     |
|      | St. Antonius                                        | Mainz                                    | Mainz-City                                 | Filialkirche der Pfarrei St. Peter – St. Emmeran Mainz                               |
|      | St. Augustinus                                      | Mainz                                    | Mainz-City                                 | Filialkirche der Pfarrei St. Ignaz Mainz                                             |
|      | St. Bonifaz                                         | Mainz                                    | Mainz-City                                 | Pfarrkirche der Pfarrei St. Bonifaz Mainz                                            |
|      | St. Emmeran                                         | Mainz                                    | Mainz-City                                 | Filialkirche der Pfarrei St. Peter – St. Emmeran Mainz                               |
|      | Heilig Kreuz                                        | Mainz                                    | Mainz-City                                 | Pfarrkirche der Pfarrei Heilig Kreuz Mainz                                           |
|      | St. Ignaz                                           | Mainz                                    | Mainz-City                                 | Pfarrkirche der Pfarrei St. Ignaz Mainz                                              |
|      | St. Jakobus                                         | Mainz                                    | Mainz-City                                 | Kirche der Pfarrei St. Alban – St. Jakobus Mainz                                     |
|      | St. Joseph                                          | Mainz                                    | Mainz-City                                 | Pfarrkirche der Pfarrei St. Joseph Mainz                                             |
|      | Liebfrauenkirche                                    | Mainz                                    | Mainz-City                                 | Pfarrkirche der Pfarrei Liebfrauen Mainz                                             |
|      | Dom St. Martin                                      | Mainz                                    | Mainz-City                                 | Kathedrale des Bistums Mainz, Pfarrkirche der Dompfarrei St. Martin Mainz            |
|      | St. Peter                                           | Mainz                                    | Mainz-City                                 | Pfarrkirche der Pfarrei St. Peter – St. Emmeran Mainz                                |
|      | St. Quintin                                         | Mainz                                    | Mainz-City                                 | Pfarrkirche der Pfarrei St. Quintin Mainz                                            |
|      | St. Rochus                                          | Mainz                                    | Mainz-City                                 | Pfarrkirche der Pfarrei St. Rochus Mainz                                             |
|      | St. Stephan                                         | Mainz                                    | Mainz-City                                 | Pfarrkirche der Pfarrei St. Stephan Mainz                                            |
|      | St. Albertus                                        | Mainz                                    | Mainz-Mitte-West                           | Pfarrkirche der Pfarrei St. Albertus Mainz                                           |
|      | St. Johannes Evangelist                             | Mainz                                    | Mainz-Mitte-West                           | Kirche der Pfarrei Don Bosco Mainz                                                   |
|      | St. Rabanus Maurus                                  | Mainz                                    | Mainz-Mitte-West                           | Kirche der Pfarrei Don Bosco Mainz                                                   |
|      | St. Bernhard                                        | Mainz-Bretzenheim                        | Mainz-Mitte-West                           | Pfarrkirche der Pfarrei St. Bernhard Bretzenheim                                     |
|      | St. Georg                                           | Mainz-Bretzenheim                        | Mainz-Mitte-West                           | Pfarrkirche der Pfarrei St. Georg Bretzenheim                                        |
|      | Kapelle Hl. Familie                                 | Mainz-Bretzenheim                        | Mainz-Mitte-West                           | betreut von der Pfarrei St. Georg Bretzenheim                                        |
|      | St. Achatius                                        | Mainz-Bretzenheim-Zahlbach               | Mainz-Mitte-West                           | Pfarrkirche der Pfarrei St. Achatius Zahlbach                                        |
|      | Maria-Hilf-Kapelle                                  | Mainz-Drais                              | Mainz-Mitte-West                           | betreut von der Pfarrei St. Marien Drais-Lerchenberg                                 |
|      | Maria Königin                                       | Mainz-Drais                              | Mainz-Mitte-West                           | Kirche der Pfarrei St. Marien Drais-Lerchenberg                                      |
|      | St. Franziskus                                      | Mainz-Lerchenberg                        | Mainz-Mitte-West                           | Kirche der Pfarrei St. Marien Drais-Lerchenberg                                      |
|      | St. Stephan                                         | Mainz-Marienborn                         | Mainz-Mitte-West                           | Pfarrkirche der Pfarrei St. Stephan Marienborn                                       |
|      | St. Laurentius                                      | Mainz-Ebersheim                          | Mainz-Süd                                  | Pfarrkirche der Pfarrei St. Laurentius Ebersheim                                     |
|      | St. Pankratius                                      | Mainz-Hechtsheim                         | Mainz-Süd                                  | Pfarrkirche der Pfarrei St. Pankratius Hechtsheim                                    |
|      | Mariä Heimsuchung                                   | Mainz-Laubenheim                         | Mainz-Süd                                  | Pfarrkirche der Pfarrei Mariä Heimsuchung Laubenheim                                 |
|      | Mariä Himmelfahrt                                   | Mainz-Weisenau                           | Mainz-Süd                                  | Pfarrkirche der Pfarrei Mariä Himmelfahrt Weisenau                                   |
|      | St. Andreas                                         | Klein-Winternheim                        | Nieder-Olm                                 | Pfarrkirche der Pfarrei St. Andreas Klein-Winternheim                                |
|      | St. Georg                                           | Nieder-Olm                               | Nieder-Olm                                 | Kirche der Pfarrei St. Franziskus Nieder-Olm                                         |
|      | St. Martin                                          | Ober-Olm                                 | Nieder-Olm                                 | Pfarrkirche der Pfarrei St. Martin Ober-Olm                                          |
|      | St. Valentinus                                      | Ober-Olm                                 | Nieder-Olm                                 | Filialkirche der Pfarrei St. Martin Ober-Olm                                         |
|      | Mariä Opferung                                      | Sörgenloch                               | Nieder-Olm                                 | Kirche der Pfarrei St. Franziskus Nieder-Olm                                         |
|      | St. Bartholomäus                                    | Zornheim                                 | Nieder-Olm                                 | Kirche der Pfarrei St. Franziskus Nieder-Olm                                         |
|      | St. Remigius                                        | Armsheim                                 | Rheinhessen-Mitte (St. Lioba)              | Filialkirche                                                                         |
|      | St. Alban                                           | Gabsheim                                 | Rheinhessen-Mitte (St. Lioba)              | Filialkirche                                                                         |
|      | Heilig Kreuz                                        | Gau-Bickelheim                           | Rheinhessen-Mitte (St. Lioba)              | Filialkirche                                                                         |
|      | St. Martin                                          | Gau-Bickelheim                           | Rheinhessen-Mitte (St. Lioba)              | Pfarrkirche                                                                          |
|      | St. Katharina                                       | Gau-Weinheim                             | Rheinhessen-Mitte (St. Lioba)              | Filialkirche                                                                         |
|      | Maria Himmelfahrt                                   | Partenheim                               | Rheinhessen-Mitte (St. Lioba)              | Filialkirche                                                                         |
|      | St. Bartholomäus                                    | Saulheim (OT Nieder-Saulheim)            | Rheinhessen-Mitte (St. Lioba)              | Filialkirche                                                                         |
|      | St. Wigbert                                         | Schornsheim                              | Rheinhessen-Mitte (St. Lioba)              | Filialkirche                                                                         |
|      | St. Stephanus                                       | Spiesheim                                | Rheinhessen-Mitte (St. Lioba)              | Filialkirche                                                                         |
|      | St. Philippus und Jakobus                           | Sulzheim (Rheinhessen)                   | Rheinhessen-Mitte (St. Lioba)              | Filialkirche                                                                         |
|      | St. Johann Maria Vianney                            | Udenheim                                 | Rheinhessen-Mitte (St. Lioba)              | Filialkirche                                                                         |
|      | St. Martin                                          | Vendersheim                              | Rheinhessen-Mitte (St. Lioba)              | Filialkirche                                                                         |
|      | St. Simon und Judas                                 | Wallertheim                              | Rheinhessen-Mitte (St. Lioba)              | Filialkirche                                                                         |
|      | St. Laurentius                                      | Wörrstadt                                | Rheinhessen-Mitte (St. Lioba)              | Filialkirche                                                                         |
|      | St. Martin                                          | Wolfsheim                                | Rheinhessen-Mitte (St. Lioba)              | Filialkirche                                                                         |
|      | St. Martin                                          | Aspisheim                                | Rhein und Nahe (Hl. Hildegard von Bingen)  | Filialkirche                                                                         |
|      | St. Philippus und Jakobus                           | Badenheim                                | Rhein und Nahe (Hl. Hildegard von Bingen)  | Filialkirche                                                                         |
|      | St. Gordianus                                       | Bad Kreuznach-Planig                     | Rhein und Nahe (Hl. Hildegard von Bingen)  | Filialkirche                                                                         |
|      | St. Laurentius                                      | Bingen am Rhein                          | Rhein und Nahe (Hl. Hildegard von Bingen)  | Filialkirche                                                                         |
|      | St. Martin                                          | Bingen am Rhein                          | Rhein und Nahe (Hl. Hildegard von Bingen)  | Basilica minor, Pfarrkirche                                                          |
|      | Rochuskapelle                                       | Bingen am Rhein                          | Rhein und Nahe (Hl. Hildegard von Bingen)  | Filialkirche                                                                         |
|      | St. Aureus und Justina                              | Bingen-Büdesheim                         | Rhein und Nahe (Hl. Hildegard von Bingen)  | Filialkirche                                                                         |
|      | St. Gordianus und Epimachus                         | Bingen-Dietersheim                       | Rhein und Nahe (Hl. Hildegard von Bingen)  | Filialkirche                                                                         |
|      | St. Gordianus und Epimachus                         | Bingen-Dietersheim                       | Rhein und Nahe (Hl. Hildegard von Bingen)  | Filialkirche                                                                         |
|      | St. Petrus und Paulus                               | Bingen-Dromersheim                       | Rhein und Nahe (Hl. Hildegard von Bingen)  | Filialkirche                                                                         |
|      | St. Pankratius und Bonifatius                       | Bingen-Gaulsheim                         | Rhein und Nahe (Hl. Hildegard von Bingen)  | Filialkirche                                                                         |
|      | Heilige Dreikönige                                  | Bingen-Kempten                           | Rhein und Nahe (Hl. Hildegard von Bingen)  | Filialkirche                                                                         |
|      | St. Georg                                           | Bingen-Sponsheim                         | Rhein und Nahe (Hl. Hildegard von Bingen)  | Filialkirche                                                                         |
|      | St. Martinus                                        | Gensingen                                | Rhein und Nahe (Hl. Hildegard von Bingen)  | Filialkirche                                                                         |
|      | St. Michael                                         | Hackenheim                               | Rhein und Nahe (Hl. Hildegard von Bingen)  | Filialkirche                                                                         |
|      | Maria Himmelfahrt                                   | Pfaffen-Schwabenheim                     | Rhein und Nahe (Hl. Hildegard von Bingen)  | Filialkirche                                                                         |
|      | St. Michael                                         | Sprendlingen                             | Rhein und Nahe (Hl. Hildegard von Bingen)  | Filialkirche                                                                         |
|      | St. Matthäus                                        | Volxheim                                 | Rhein und Nahe (Hl. Hildegard von Bingen)  | Filialkirche                                                                         |
|      | Allerheiligen                                       | Welgesheim                               | Rhein und Nahe (Hl. Hildegard von Bingen)  | Filialkirche                                                                         |
|      | St. Martin                                          | Zotzenheim                               | Rhein und Nahe (Hl. Hildegard von Bingen)  | Filialkirche                                                                         |
|      | Maria Himmelfahrt                                   | Dexheim                                  | Rhein-Selz (Auferstehung Christi)          | Filialkirche                                                                         |
|      | St. Josef                                           | Dienheim                                 | Rhein-Selz (Auferstehung Christi)          | Filialkirche                                                                         |
|      | St. Pirmin                                          | Eimsheim                                 | Rhein-Selz (Auferstehung Christi)          | Filialkirche                                                                         |
|      | St. Walburga                                        | Friesenheim (Rheinhessen)                | Rhein-Selz (Auferstehung Christi)          | Filialkirche                                                                         |
|      | St. Viktor                                          | Guntersblum                              | Rhein-Selz (Auferstehung Christi)          | Filialkirche                                                                         |
|      | Dreikönig                                           | Hahnheim                                 | Rhein-Selz (Auferstehung Christi)          | Filialkirche                                                                         |
|      | Christkönig                                         | Köngernheim                              | Rhein-Selz (Auferstehung Christi)          | Filialkirche                                                                         |
|      | St. Vitus                                           | Ludwigshöhe                              | Rhein-Selz (Auferstehung Christi)          | Filialkirche                                                                         |
|      | St. Kilian                                          | Nierstein                                | Rhein-Selz (Auferstehung Christi)          | Pfarrkirche                                                                          |
|      | St. Pankratius                                      | Nierstein-Schwabsburg                    | Rhein-Selz (Auferstehung Christi)          | Filialkirche                                                                         |
|      | St. Bartholomäus                                    | Oppenheim                                | Rhein-Selz (Auferstehung Christi)          | Filialkirche                                                                         |
|      | Mariä Geburt                                        | Selzen                                   | Rhein-Selz (Auferstehung Christi)          | Filialkirche                                                                         |
|      | Mariä Himmelfahrt                                   | Undenheim                                | Rhein-Selz (Auferstehung Christi)          | Filialkirche                                                                         |
|      | St. Peter                                           | Weinolsheim                              | Rhein-Selz (Auferstehung Christi)          | Filialkirche                                                                         |
|      | Mariä Himmelfahrt                                   | Alsheim                                  | Worms und Umgebung                         | Pfarrkirche der Pfarrei Mariä Himmelfahrt Alsheim                                    |
|      | St. Lambertus                                       | Bechtheim                                | Worms und Umgebung                         | Pfarrkirche der Pfarrei St. Lambertus Bechtheim                                      |
|      | St. Jakobus                                         | Dittelsheim-Heßloch (OT Heßloch)         | Worms und Umgebung                         | Pfarrkirche der Pfarrei St. Jakobus der Ältere und St. Sebastian Heßloch             |
|      | St. Josef                                           | Dorn-Dürkheim                            | Worms und Umgebung                         | Filialkirche der Pfarrei St. Jakobus der Ältere und St. Sebastian Heßloch            |
|      | St. Michael                                         | Eich (Rheinhessen)                       | Worms und Umgebung                         | Pfarrkirche der Pfarrei St. Michael Eich                                             |
|      | St. Peter und Paul                                  | Flörsheim-Dalsheim (OT Dalsheim)         | Worms und Umgebung                         | Pfarrkirche der Pfarrei St. Petrus und Paulus Flörsheim-Dalsheim                     |
|      | St. Georg                                           | Frettenheim                              | Worms und Umgebung                         | Filialkirche der Pfarrei St. Jakobus der Ältere und St. Sebastian Heßloch            |
|      | St. Mauritius                                       | Gimbsheim                                | Worms und Umgebung                         | Pfarrkirche der Pfarrei St. Mauritius Gimbsheim                                      |
|      | St. Remigius                                        | Gundersheim                              | Worms und Umgebung                         | Pfarrkirche der Pfarrei St. Remigius Gundersheim                                     |
|      | St. Laurentius                                      | Gundheim                                 | Worms und Umgebung                         | Pfarrkirche der Pfarrei St. Laurentius Gundheim                                      |
|      | Heilig Kreuz                                        | Hamm am Rhein                            | Worms und Umgebung                         | Filialkirche der Pfarrei St. Michael Eich                                            |
|      | St. Mauritius                                       | Hohen-Sülzen                             | Worms und Umgebung                         | Pfarrkirche der Pfarrei St. Mauritius Höhen-Sülzen                                   |
|      | St. Ägidius                                         | Mölsheim                                 | Worms und Umgebung                         | Pfarrkirche der Pfarrei St. Ägidius Mölsheim                                         |
|      | St. Joseph                                          | Monsheim-Kriegsheim                      | Worms und Umgebung                         | Filialkirche der Pfarrei St. Mauritius Hohen-Sülzen                                  |
|      | St. Johann Baptist                                  | Monzernheim                              | Worms und Umgebung                         | Filialkirche der Pfarrei St. Petrus und Paulus Westhofen                             |
|      | St. Martinus                                        | Offstein                                 | Worms und Umgebung                         | Pfarrkirche der Pfarrei St. Martinus Offstein/Heppenheim                             |
|      | St. Remigius                                        | Osthofen                                 | Worms und Umgebung                         | Pfarrkirche der Pfarrei St. Remigius Osthofen                                        |
|      | St. Peter und Paul                                  | Westhofen                                | Worms und Umgebung                         | Pfarrkirche der Pfarrei St. Petrus und Paulus Westhofen                              |
|      | Liebfrauenkirche                                    | Worms                                    | Worms und Umgebung                         | Pfarrkirche der Pfarrei Liebfrauen Worms                                             |
|      | St. Martin                                          | Worms                                    | Worms und Umgebung                         | Pfarrkirche der Pfarrei St. Martin Worms                                             |
|      | St. Paulus                                          | Worms                                    | Worms und Umgebung                         | Filialkirche der Pfarrei St. Martin Worms, Kirche des Dominikanerklosters St. Paulus |
|      | Dom St. Peter                                       | Worms                                    | Worms und Umgebung                         | Basilica minor, Pfarrkirche der Dompfarrei St. Martin Worms                          |
|      | St. Bonifatius                                      | Worms-Abenheim                           | Worms und Umgebung                         | Pfarrkirche der Pfarrei St. Bonifatius Abenheim                                      |
|      | St. Michael                                         | Worms-Abenheim                           | Worms und Umgebung                         | Filialkirche der Pfarrei St. Bonifatius Abenheim                                     |
|      | St. Laurentius                                      | Worms-Heppenheim                         | Worms und Umgebung                         | Filialkirche der Pfarrei St. Martinus Offstein/Heppenheim                            |
|      | St. Peter                                           | Worms-Herrnsheim                         | Worms und Umgebung                         | Pfarrkirche der Pfarrei St. Peter Herrnsheim                                         |
|      | Maria Himmelskron                                   | Worms-Hochheim                           | Worms und Umgebung                         | Pfarrkirche der Pfarrei Maria Himmelskron Hochheim                                   |
|      | Friedhofskirche                                     | Worms-Horchheim                          | Worms und Umgebung                         | Filialkirche der Pfarrei Heilig Kreuz Horchheim/Weinsheim                            |
|      | Heilig Kreuz                                        | Worms-Horchheim                          | Worms und Umgebung                         | Pfarrkirche der Pfarrei Heilig Kreuz Horchheim/Weinsheim                             |
|      | Kapelle Horchheim                                   | Worms-Horchheim                          | Worms und Umgebung                         | betreut von der Pfarrei Heilig Kreuz Horchheim/Weinsheim                             |
|      | St. Laurentius                                      | Worms-Leiselheim                         | Worms und Umgebung                         | Filialkirche der Pfarrei Maria Himmelskron Hochheim                                  |
|      | St. Amandus                                         | Worms-Neuhausen                          | Worms und Umgebung                         | Pfarrkirche der Pfarrei St. Amandus Neuhausen                                        |
|      | Maria Himmelfahrt                                   | Worms-Pfeddersheim                       | Worms und Umgebung                         | Pfarrkirche der Pfarrei Mariä Himmelfahrt Pfeddersheim                               |
|      | St. Peter                                           | Worms-Rheindürkheim                      | Worms und Umgebung                         | Filialkirche der Pfarrei St. Remigius Osthofen                                       |
|      | St. Bonifatius                                      | Worms-Weinsheim                          | Worms und Umgebung                         | Filialkirche der Pfarrei Heilig Kreuz Horchheim/Weinsheim                            |
|      | St. Martin                                          | Worms-Wiesoppenheim                      | Worms und Umgebung                         | Pfarrkirche der Pfarrei St. Martinus Wiesoppenheim                                   |
|      | Kapelle zur Schmerzhaften Muttergottes              | Worms-Wiesoppenheim                      | Worms und Umgebung                         | betreut von der Pfarrei St. Martinus Wiesoppenheim                                   |